# Pęknięcia mrozowe

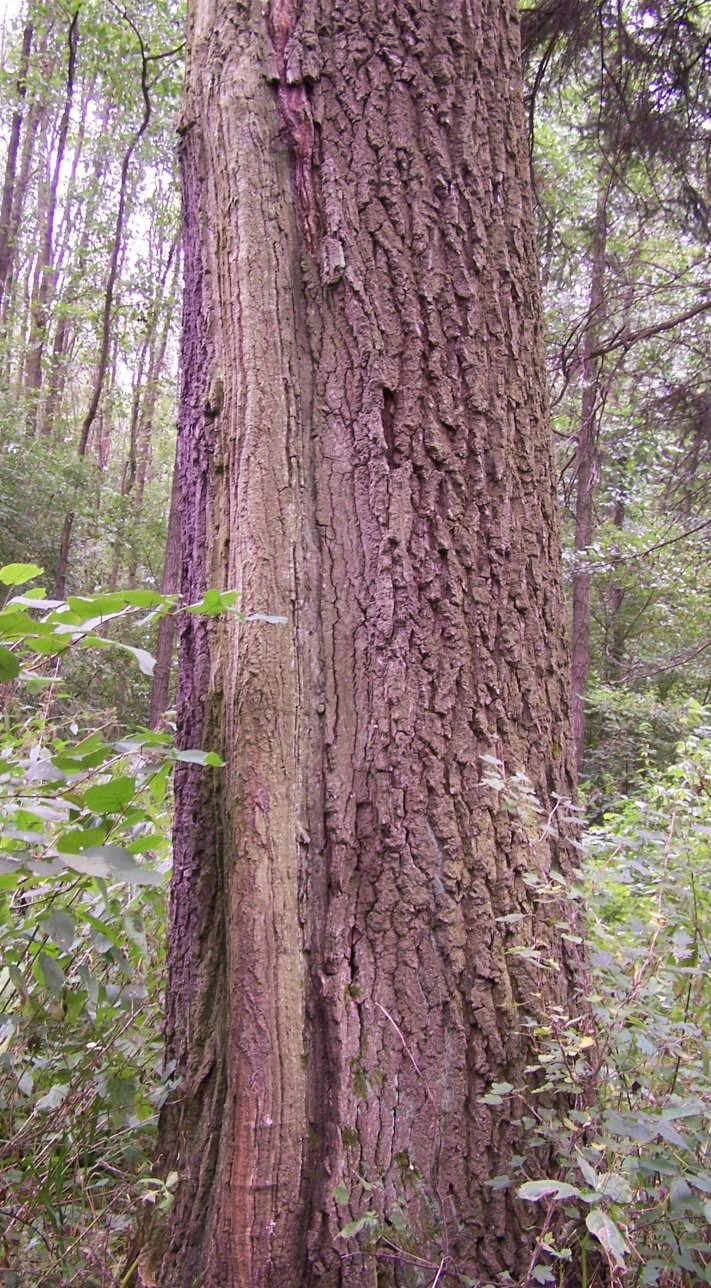
Przykładowa listwa mrozowa

Pęknięcia mrozowe – wada drewna z grupy pęknięć występująca w drewnie wszystkich gatunków drzew.
Są to uszkodzenia mrozowe roślin spowodowane gwałtownymi spadkami temperatury, powstają w drewnie drzew żywych – na pniu. Szczelina pęknięcia zwęża się ku środkowi pnia, często dochodząc do rdzenia. Pęknięciu mrozowemu towarzyszy tzw. listwa mrozowa – deformacja pnia wywołana działaniem tkanki przyrannej i zmiana barwy sąsiadującego drewna. Wieloletnia listwa mrozowa wygląda jak podłużne, silne nabrzmienie.
Wada występująca w strefie odziomka stanowi poważne zagrożenie dla bezpieczeństwa ścinającego drzewo.
Długość pęknięcia mierzy się na powierzchni bocznej i wyraża w centymetrach lub w odniesieniu do długości sztuki. Szerokość i głębokość pęknięcia wykonuje się na czole i wyraża w milimetrach w odniesieniu do średnicy czoła.